# Fontcoberta

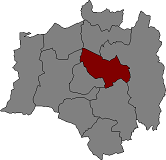
Położenie gminy na mapie comarki Pla de l’Estany

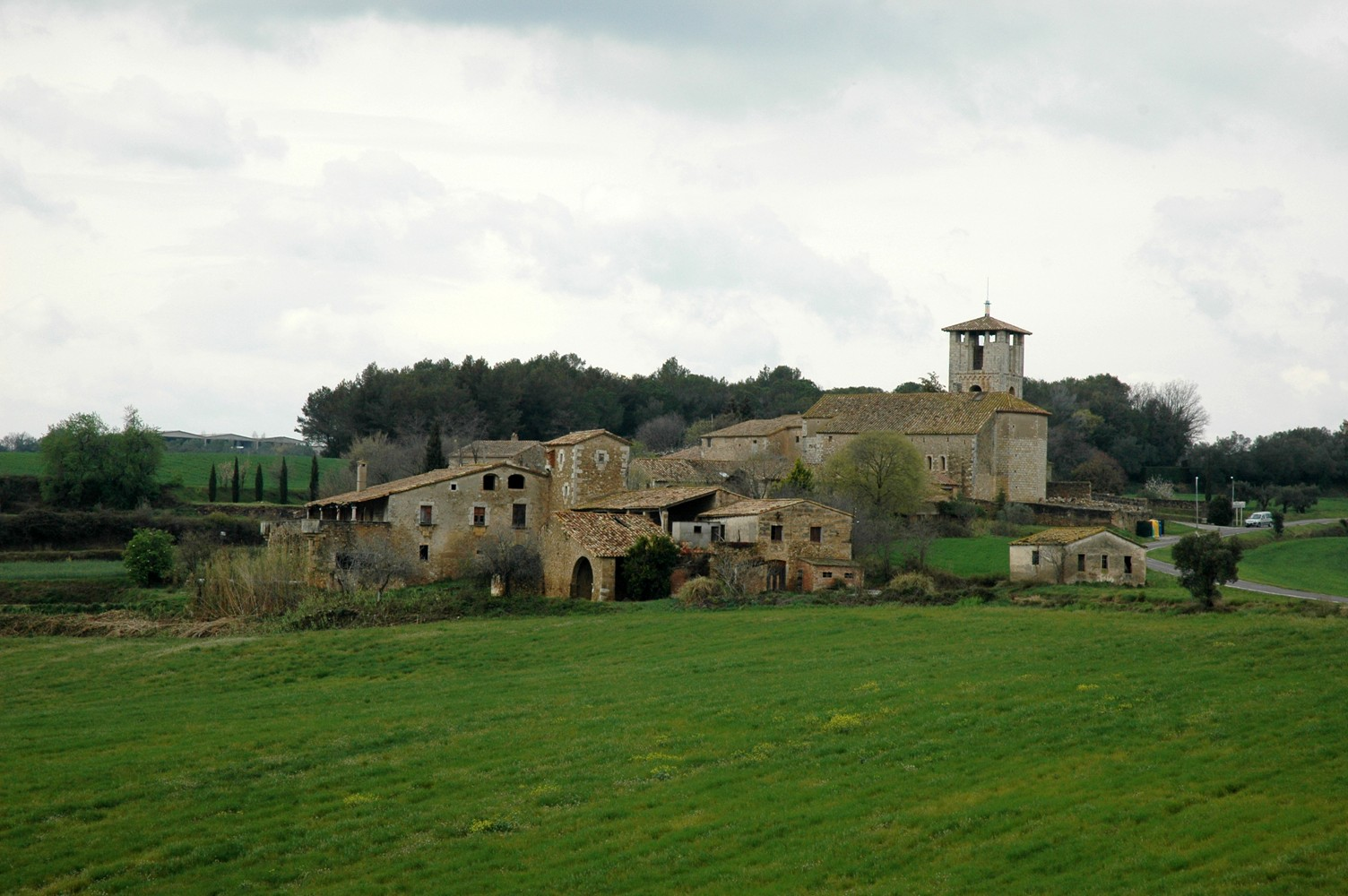
Fontcoberta

Fontcoberta (hiszp. Fontcuberta) – gmina w Hiszpanii,  w Katalonii, w prowincji Girona, w comarce Pla de l’Estany.
Powierzchnia gminy wynosi 17,3 km². Zgodnie z danymi INE, w 2006 roku liczba ludności wynosiła 1181, a gęstość zaludnienia 68,27 osoby/km². Wysokość bezwzględna gminy równa jest 207 metrów. Współrzędne geograficzne Fontcoberta to 42°8'40"N 2°47'28"E.

## Dynamika populacji
- 1990 – 871
- 1996 – 1015
- 2000 – 1110
- 2004 – 1145
- 2006 – 1181

## Miejscowości
W skład gminy Fontcoberta wchodzi pięć miejscowości, w tym miejscowość gminna o tej samej nazwie:
- Figueroles – liczba ludności: 30
- Fontcoberta – 78
- El Veïnat de Fares – 17
- Veïnat de Melianta – 951
- Vilavenut – 105